# Elemír Rákoš
Elemír Rákoš (Rimaszombat, 1935. szeptember 14. – Pozsony, 2003. szeptember 6.) szlovák levéltáros és történész, a Szlovák Levéltárosok Társaságának első elnöke.

## Élete
A pozsonyi Comenius Egyetem Bölcsészkarán tanult levéltártudományt. A Szlovák Nemzeti Levéltár és elődeinek volt a munkatársa. Külső oktatóként a Comenius Egyetemen adott elő levéltártudományt és diplomatikát (1973-2001). Szlovákia jeles levéltárügyi elméleti kutatója. A 20. századi történelem forrásaival foglalkozott.

## Emléke
- 2007-től Elemír Rákoš-díj

## Művei
- 1969/1975 Slovenské vysťahovalectvo
- 1973 Slovenské národné orgány v rokoch 1943-1968 (tsz.)
- 1977 Slovenské národné orgány v dokumentoch I. Obdobie SNP
- 1990 Archívna veda a archívna prax. Slovenská archivistika 25/1, 9-21.
- 1994-1998 Teória archívneho fondu I.-V. Slovenská archivistika 29/2, 3-19; 30/1, 9-23; 31/1, 3-23; 32/1, 3-20; 33/2, 3-17.
- 2000 Teória archívnych dokumentov. Slovenská archivistika 35/1, 3-16.
- 2003 Úvahy o archivistike. Slovenská archivistika XXXVIII/1, 5-30.
- 2003 Metodológia a prax archívneho hodnotenia. Slovenská archivistika 38/2, 13-25.